# Písníky u Chudonic
Písníky u Chudonic jsou soustavou čtyř vodních ploch vzniklých po těžbě štěrkopísku ukončené v 1. polovině 20. století nalézajících se na katastrálním území Chudonice, místní části města Nový Bydžov u silnice III. třídy č. 32740 vedoucí z Nového Bydžova do Vysočan. 
Výměra jednotlivých vodních ploch (měřeno ve směru od obce Vysočany) je 1,0 ha jezero I, 1,0 ha jezero II, 2,0 ha jezero III a 0,3 ha jezero IV. Písníky jsou využívány pro sportovní rybolov.

## Galerie

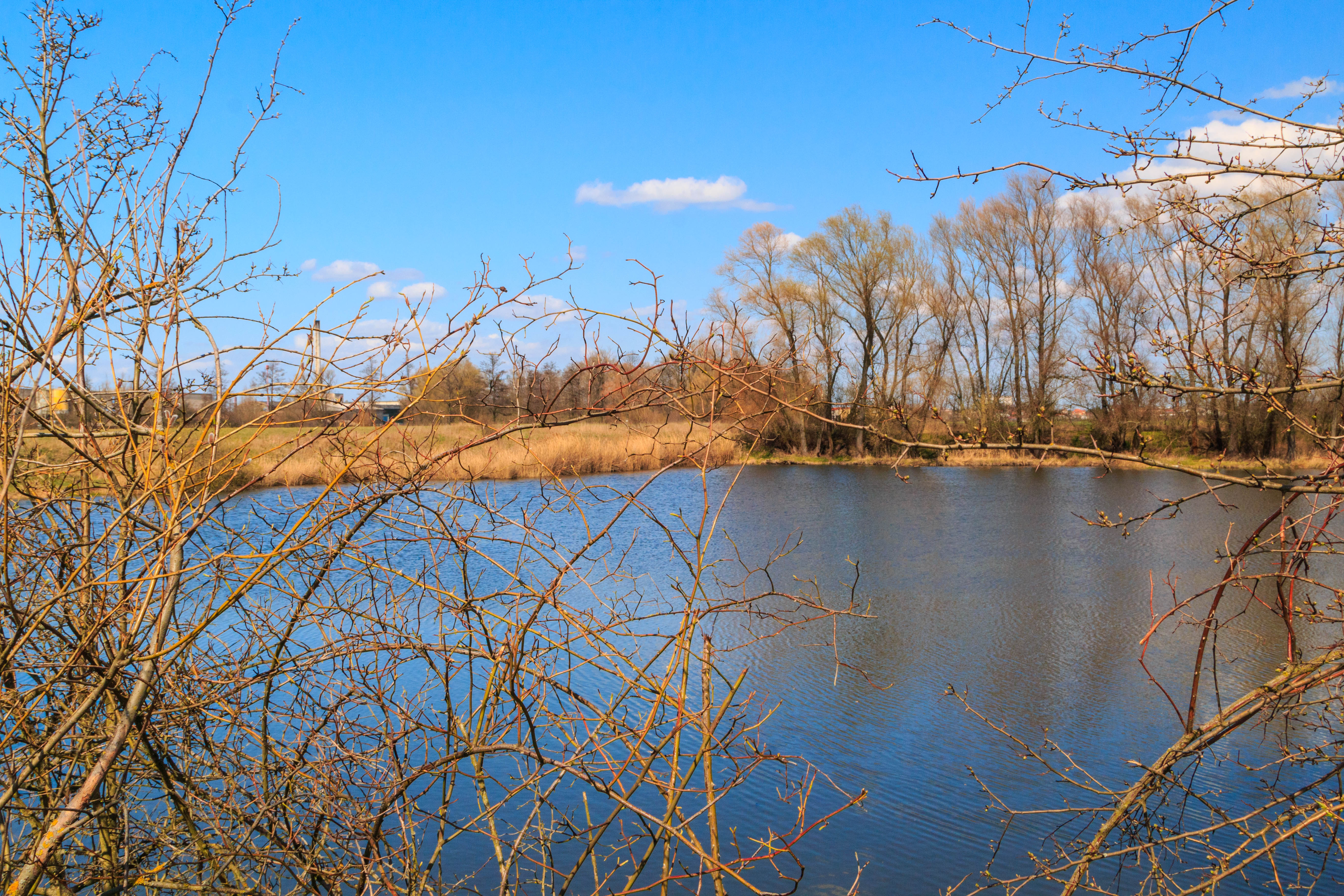
pohled na písníky u Chudonic - jezero I
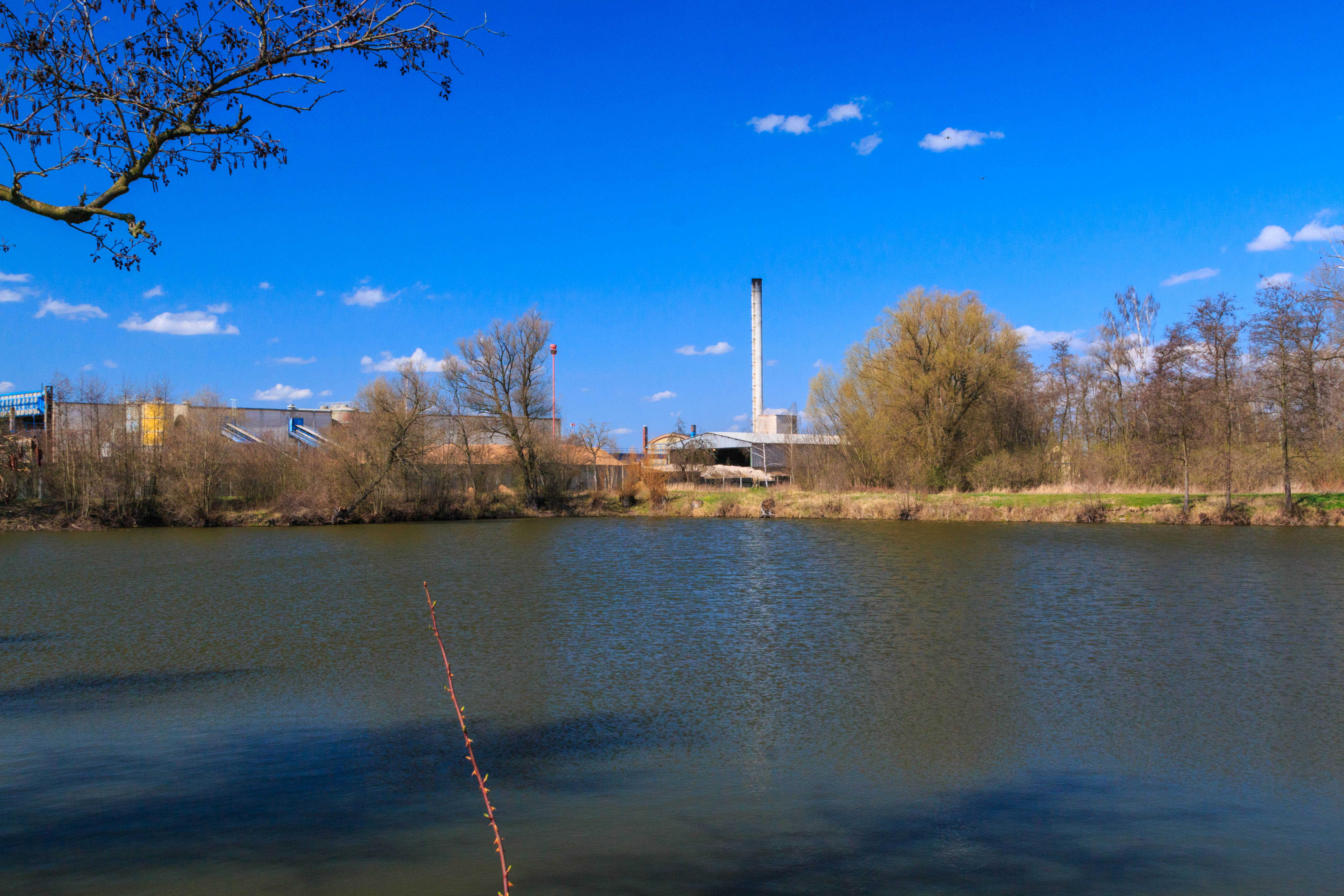
pohled na písníky u Chudonic - jezero II
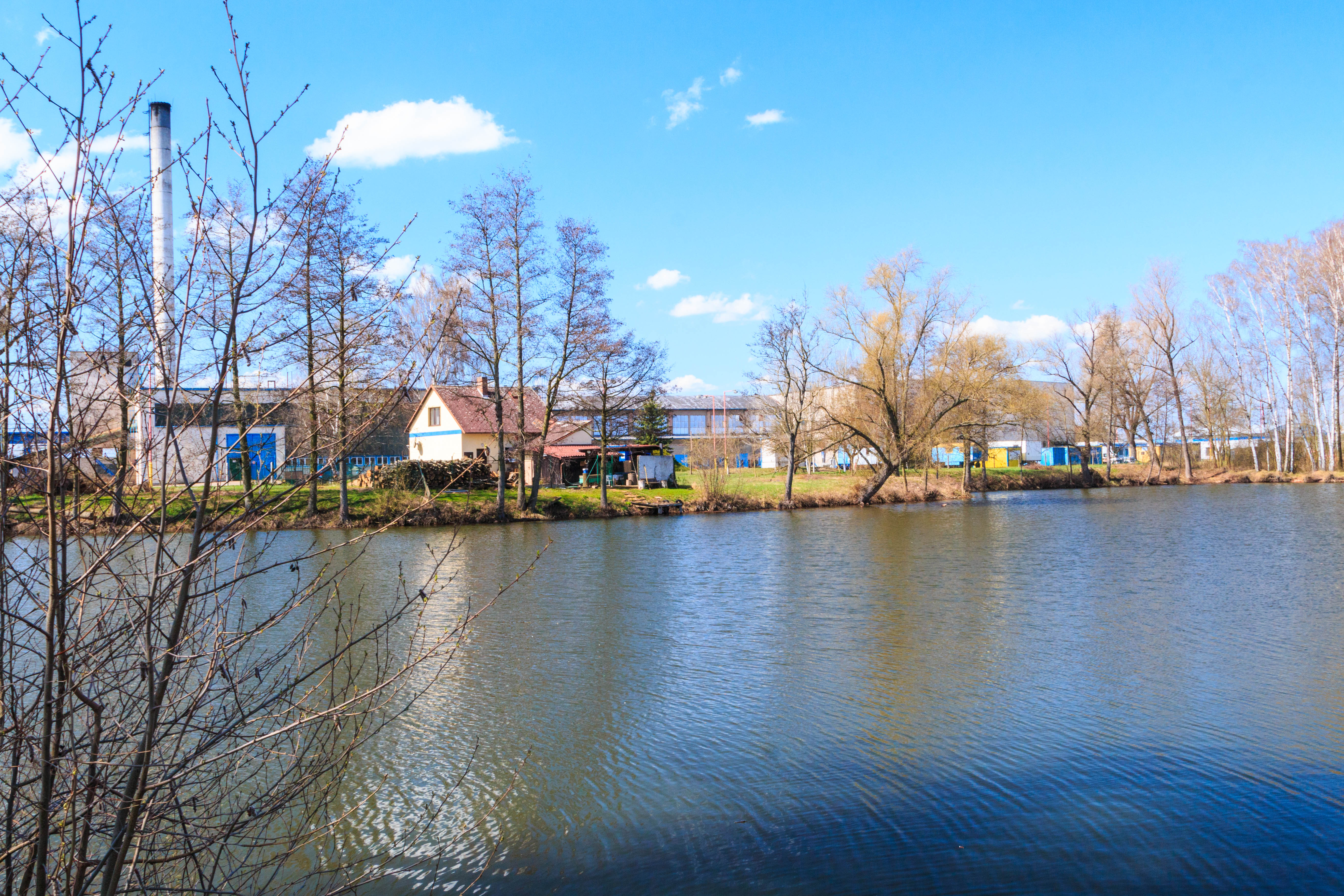
pohled na písníky u Chudonic - jezero III
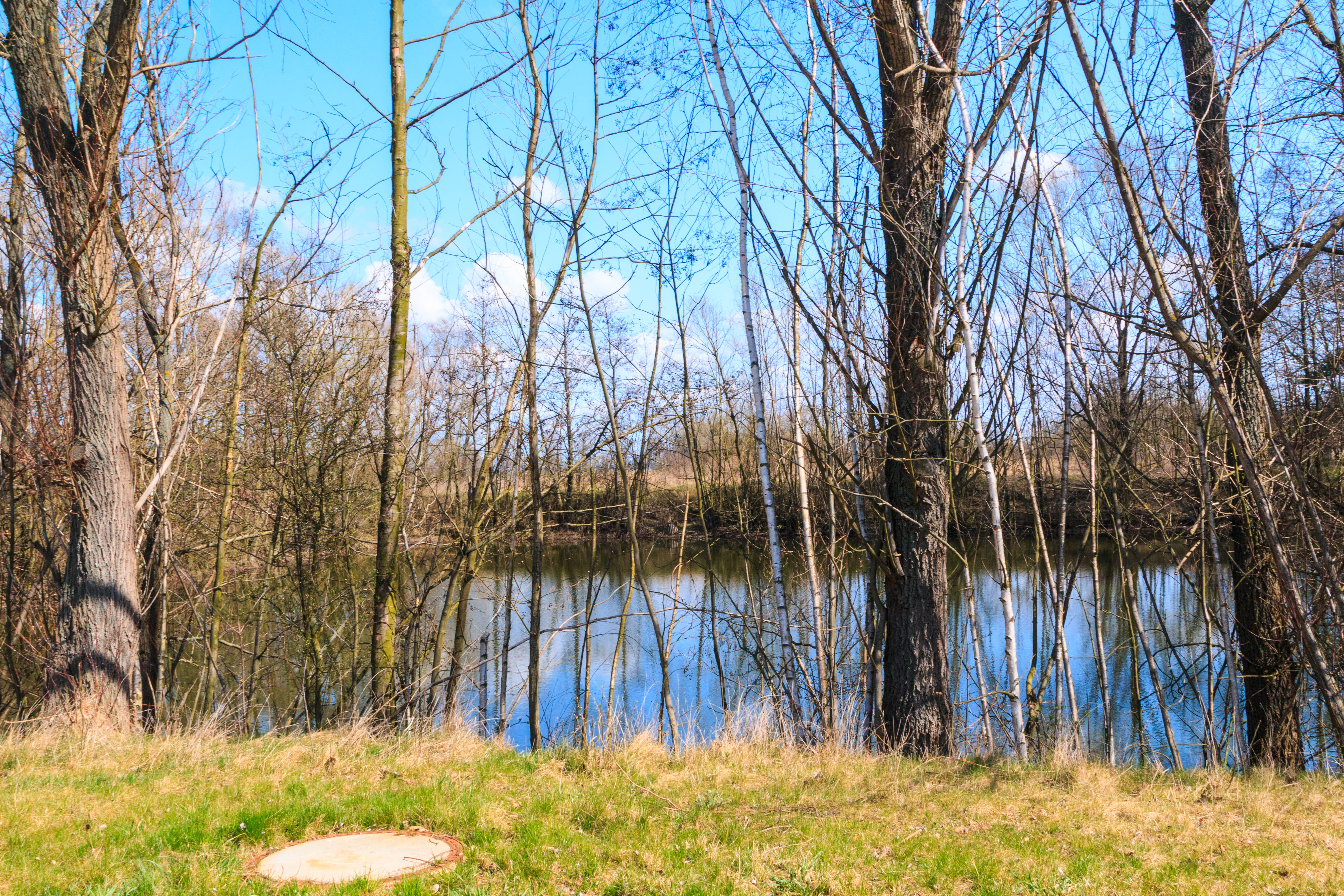
pohled na písníky u Chudonic - jezero IV